# 120361 Ґвідо
120361 Ґвідо (120361 Guido) — астероїд головного поясу, відкритий 3 липня 2005 року.
Тіссеранів параметр щодо Юпітера — 3,323.